# Sinadena Bizantinska
Sinadena (grško starogrško Συναδηνή, Synadiní, madžarsko Szünadéné) je bila bizantinska Grkinja, poročena z ogrskim kraljem Gézo I., in kot taka od leta 1074 do 1077 ogrska kraljica žena, * 1058, †  20. december 1082.

## Prepoznavanje njenega moža
Sinadenino osebno ime ni znano. Njen oče je bil bizantinski komandant Teodulos Sinadenos, njena mati pa je bila sestra bizantinskega cesarja Nikeforja III. Botanijata. Scylitzes Continuatus, ki naj bi ga napisal Sinadenov rojak  Ivan Skilica, pravi, da je »cesar dal svojo nečakinjo, hčerko  Teodoulosa Sinadenosa, za ženo ogrskemu kralju; po njegovi smrti se je vrnila v Bizanc«. Niti kraljevo niti njeno ime nista omenjena.
Pomemben namig o identiteti Sinadeninega moža je na eni od emajliranih ploščic v sveti ogrski kroni, ki prikazuje moškega, prepoznanega  kot »Géza, zvesti kralj Madžarov«. Smrt Géze I. 25. aprila 1077 ustreza Skikicovi  pripovedi, da se je vdova kraljica vrnila v Bizantinsko cesarstvo do konca leta 1079. Edina možna alternativa je Gézov brat in naslednik Ladislav I. V tem primeru bi se poroka zgodila leta 1079 in njena vrnitev kot vdove v Bizantinsko cesarstvo leta 1095. Ker Skilica ne omenja tega dogodka iz sredine 1090. let, je bil Sinadenin mož verjetno Géza I.

## Datum poroke
Datum Sinadenine poroke je še manj zanesljiv kot identiteta njenega moža. R. Kerbl je predlagal obdobje med letoma 1064 in 1067. Poroko je označil za »zasebni dogovor« med princem Gézo in bizantinskimi poveljniki na Balkanu in ob Donavi, vključno s Sinadeninim očetom, ko še ni bil ogrski kralj. Géza je takrat verjetno vladal jugovzhodnemu delu Ogrske na meji Bizantinskega cesarstva in je imel slabe odnose s svojim bratrancem, ogrskim kraljem Salomonom. Poroka s Sinadeno je bila zato zanj politično ugodna. Glede na to, da se je Sinadena po Gézovi smrti vrnila v Bizanc, poroka verjetno  ni povzročila nobenih težav. Mati Gézovih otrok, rojenih v 1060. letih, je bila njegova prva žena Sofija. Iz vsega tega je mogoče sklepati, da je bila poroka sredi 1070. let.